# مطار ميكيلي
يقع مطار ميكيلي (بالفنلندية: Mikkelin lentoasema)‏(إياتا: MIK، إيكاو: EFMI) في ميكيلي، فنلندا ،على بعد حوالي 2.5 ميل بحري (4.6 كـم؛ 2.9 ميل) غرب مركز المدينة. لا توجد رحلات منتظمة مجدولة إلى المطار. في الصيف، هناك عدد كبير من أنشطة الطيران الشراعي والقفز بالمظلات في المطار.
يوجد مدرج واحد (29/11) في المطار 1,702 by 44 متر (5,584 قدم × 144 قدم). تم تجهيز (المدرج رقم 11 ) أيضًا بنظام هبوط للأجهزة.

## معرض صور

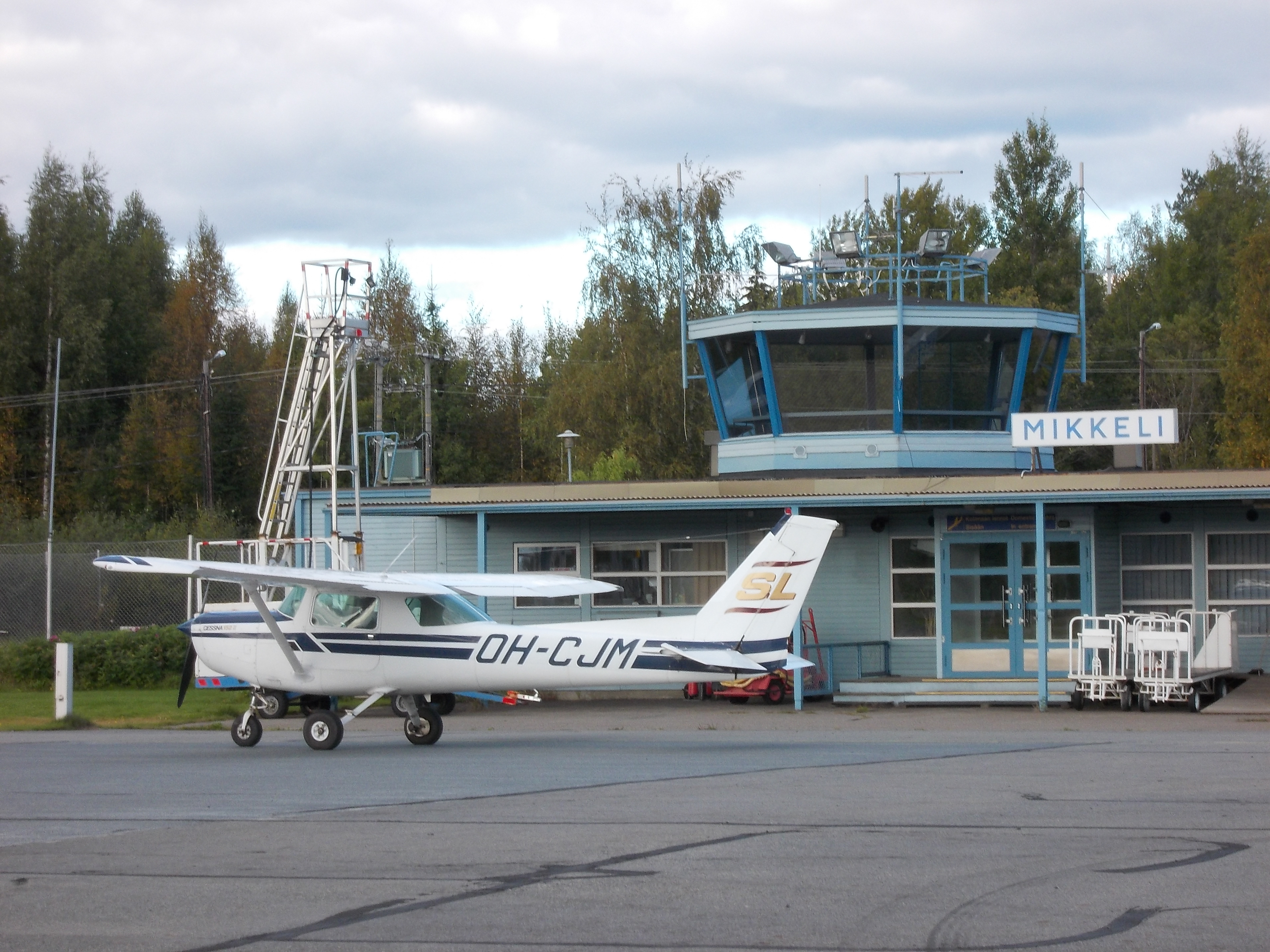
المبنى الرئيسي
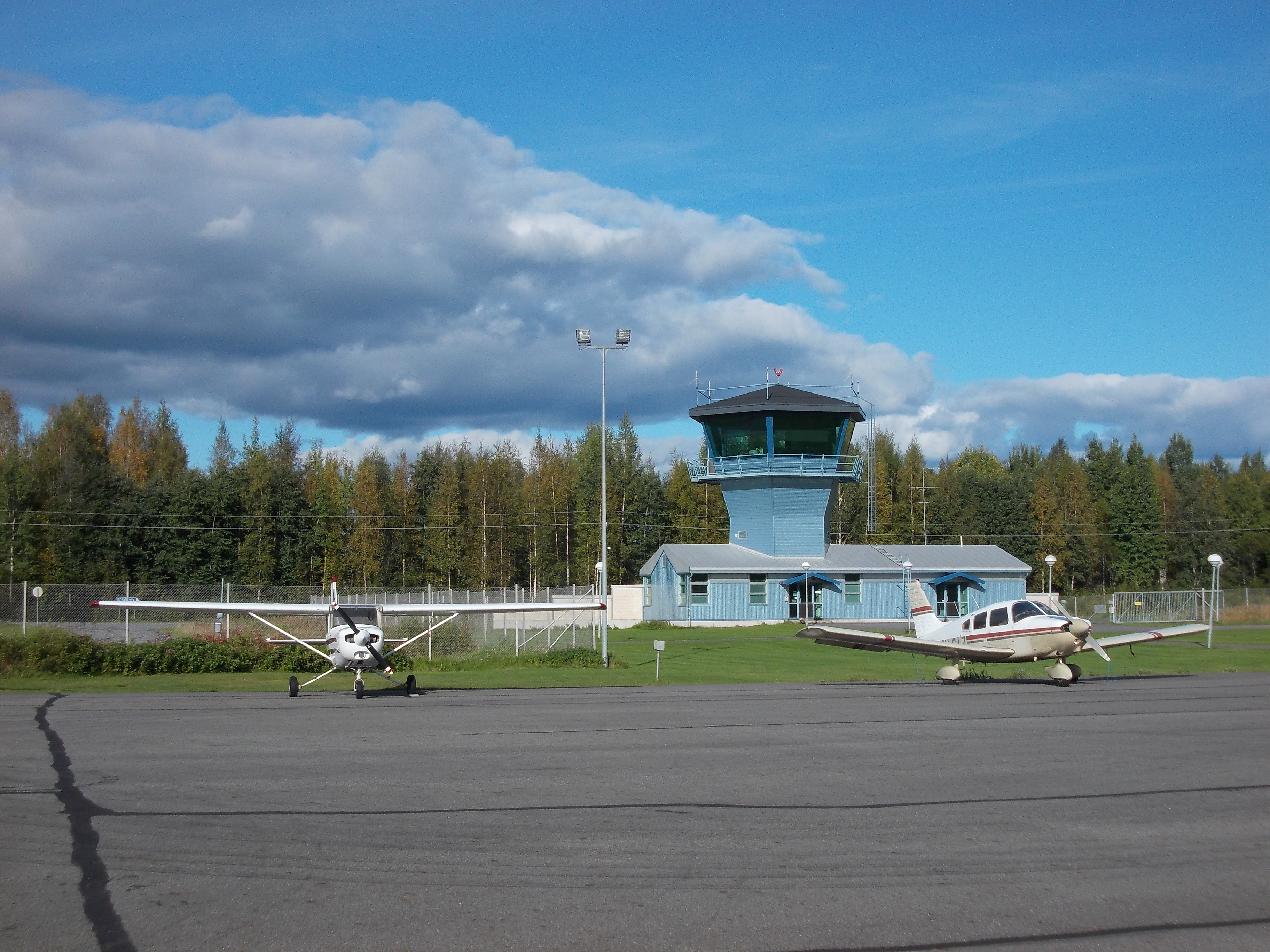
البرج الثانوي لمطار ميكيلي
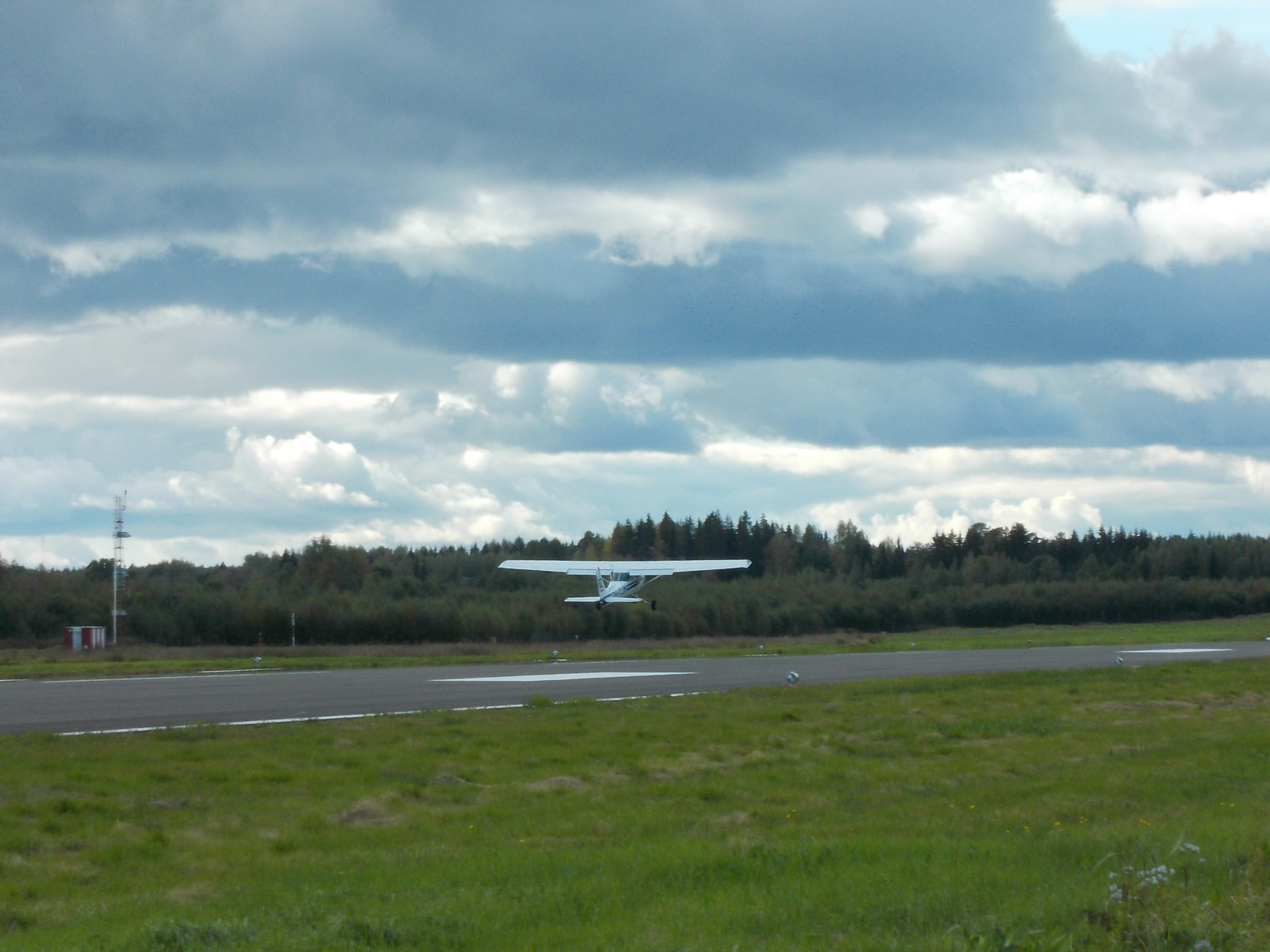
طائرة سيسنا 152 تقلع في مطار ميكيلي

## روابط خارجية
- مطار ميكيلي
- AIP Finland - مطار ميكيلي
- حالة الطقس في مطار ميكيلي.
- تاريخ الحوادث لـ (MIK) على شبكة سلامة الطيران.